# Cyclocosmia torreya
Cyclocosmia torreya is een spinnensoort in de taxonomische indeling van de valdeurspinnen (Ctenizidae).
Het dier behoort tot het geslacht Cyclocosmia. De wetenschappelijke naam van de soort werd voor het eerst geldig gepubliceerd in 1975 door Willis J. Gertsch & Norman I. Platnick.
Cyclocosmia torreya komt voor in Florida. De soort staat op de Rode Lijst van de IUCN als onzeker.